# Dundee East (circonscription du Parlement britannique)
Circonscription parlementaire de la Chambre des communes
Dundee East est une ancienne circonscription électorale britannique située en Écosse. Depuis 2024, elle est remplacée par Arbroath and Broughty Ferry (en)

## Liste des députés
| Élection | Élection     | MP             | Parti              |
| -------- | ------------ | -------------- | ------------------ |
|          | 1950         | Thomas Cook    | Parti travailliste |
|          | 1952         | George Thomson | Parti travailliste |
|          | 1973         | George Machin  | Parti travailliste |
|          | février 1974 | Gordon Wilson  | SNP                |
|          | 1987         | John McAllion  | Parti travailliste |
|          | 2001         | Iain Luke      | Parti travailliste |
|          | 2005         | Stewart Hosie  | SNP                |